# HD 208796
HD 208796，又名CP-56 9784，SAO 247262、HR 8381，是一颗恒星，视星等为6.01，位于銀經337.68，銀緯-48.07，其B1900.0坐标为赤經21h 53m 34.8s，赤緯-56° -48.07′ 42″。